# Вепринаць
45°20′ пн. ш. 14°17′ сх. д. / 45.33° пн. ш. 14.28° сх. д.
Вепринаць (хорв. Veprinac) — населений пункт у Хорватії, у Приморсько-Горанській жупанії у складі міста Опатія.

## Населення
Населення за даними перепису 2011 року становило 981 осіб.
Динаміка чисельності населення поселення:

## Клімат
Середня річна температура становить 9,71 °C, середня максимальна – 20,73 °C, а середня мінімальна – -2,29 °C. Середня річна кількість опадів – 1515 мм.
| Клімат поселення                              | Клімат поселення | Клімат поселення | Клімат поселення | Клімат поселення | Клімат поселення | Клімат поселення | Клімат поселення | Клімат поселення | Клімат поселення | Клімат поселення | Клімат поселення | Клімат поселення | Клімат поселення |
| Показник                                      | Січ.             | Лют.             | Бер.             | Квіт.            | Трав.            | Черв.            | Лип.             | Серп.            | Вер.             | Жовт.            | Лист.            | Груд.            |                  |
| Середній максимум, °C                         | 7,12             | 6,47             | 8,63             | 12,70            | 16,43            | 20,33            | 20,44            | 20,73            | 16,80            | 12,74            | 7,95             | 6,15             |                  |
| Середня температура, °C                       | 2,74             | 2,10             | 4,27             | 8,34             | 12,05            | 15,96            | 18,16            | 18,46            | 14,52            | 10,47            | 5,67             | 3,86             |                  |
| Середній мінімум, °C                          | −1,61            | −2,29            | −0,1             | 3,96             | 7,68             | 11,58            | 15,88            | 16,16            | 12,23            | 8,18             | 3,39             | 1,58             |                  |
| Норма опадів, мм                              | 112              | 96               | 115              | 121              | 110              | 130              | 90               | 111              | 133              | 166              | 184              | 147              |                  |
| Середньомісячна швидкість вітру, м/с          | 3.49             | 3.66             | 3.61             | 3.39             | 3.07             | 2.96             | 2.82             | 2.92             | 3.09             | 3.49             | 3.75             | 3.76             |                  |
| Середньомісячна сонячна радіація, кДж/м²·день | 4434             | 7392             | 10403            | 14804            | 18793            | 20339            | 21392            | 18227            | 13620            | 9005             | 4828             | 3770             |                  |
| --------------------------------------------- | ---------------- | ---------------- | ---------------- | ---------------- | ---------------- | ---------------- | ---------------- | ---------------- | ---------------- | ---------------- | ---------------- | ---------------- | ---------------- |
| Джерело:                                      |                  |                  |                  |                  |                  |                  |                  |                  |                  |                  |                  |                  |                  |